# Toyohara Chikanobu

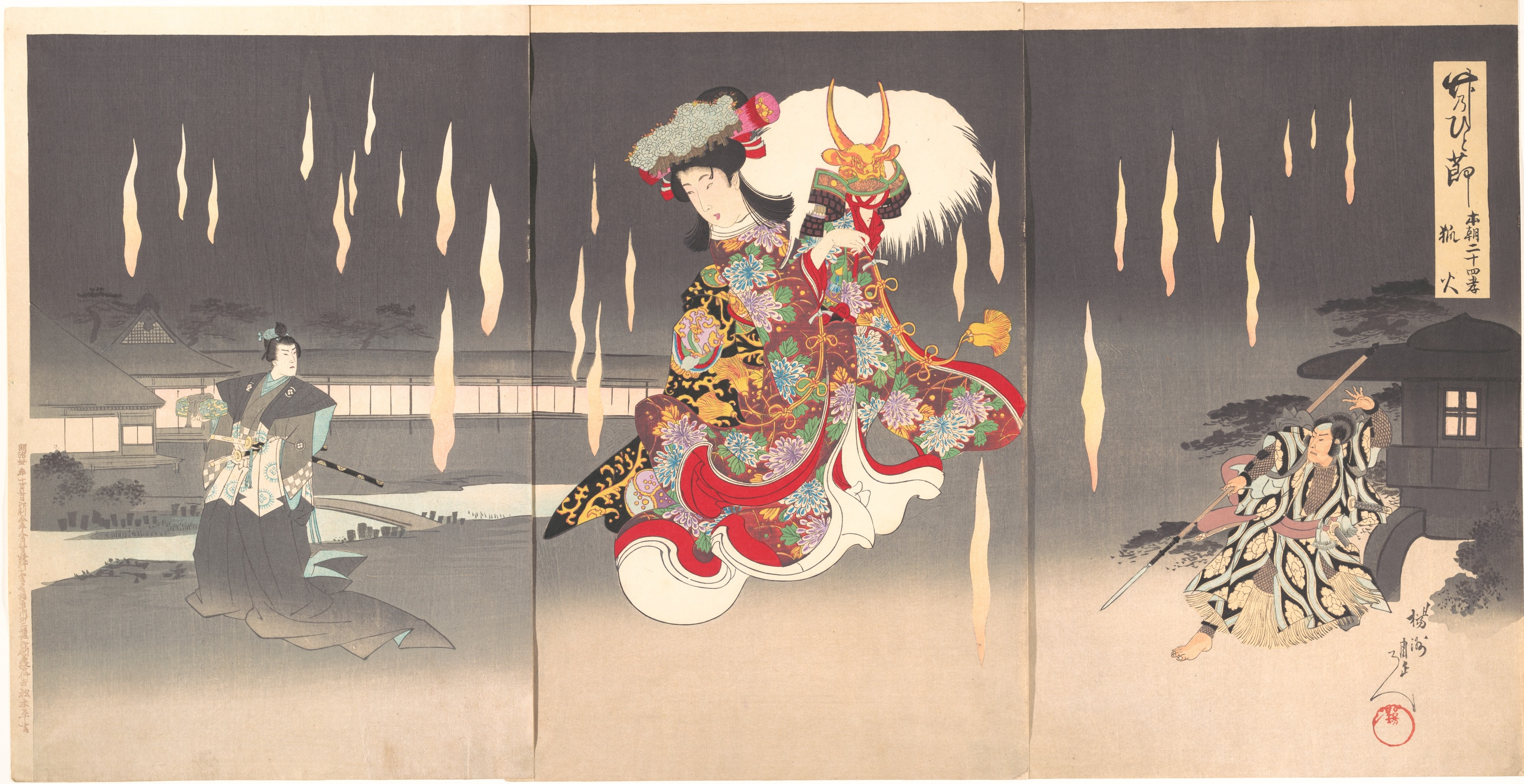
Tríptico de Chikanobu retratando Yaegaki-hime a carregar o elmo do guerreiro Takeda Shingen.

Toyohara Chikanobu (豊原周延) (1838–1912), mais conhecido em seu tempo como Yōshū Chikanobu (楊洲周延), foi um prolífico gravurista japonês do ukiyo-e, atuante durante período Meiji, numa época de rápida ocidentalização do país. Chikanobu trabalhava a partir de temáticas comuns ao ukiyo-e, como cortesãs e teatro kabuki, além de eventos históricos. Muitas de suas peças figuraram em livros de história Meiji.